# 326164 Miketoomey
326164 Miketoomey este o planetă minoră (asteroid) din centura de asteroizi. A fost descoperită pe 24 mai 2001 la Observatorio de Cerro Tololo⁠(d) de Lawrence H. Wasserman⁠(d). 
Obiectul prezintă o orbită caracterizată de o semiaxă mare de 2,6909267079526 UAi, o excentricitate de 0,17, o înclinație de 5,7 ° în raport cu ecliptica.